# Oratorio dei Santi Sebastiano e Rocco (San Miniato)
L'oratorio dei Santi Sebastiano e Rocco si trova a San Miniato, in provincia di Pisa, diocesi di San Miniato.

## Storia e descrizione
La piccola chiesa rivestita in cotto fu costruita nel 1524, nella zona in cui la famiglia Buonaparte di San Miniato possedeva una loggia.
Eretta probabilmente per scongiurare il pericolo della peste, fu inizialmente dedicata a San Sebastiano protettore dal contagio; nel 1718 vi fu trasferita una reliquia di san Rocco, invocato nelle le stesse circostanze.
Fu sede di una Compagnia del Viatico agli infermi.
La facciata a capanna, di linea molto semplice, presenta solo un portale e una finestra; l'interno ad aula ha un altare settecentesco, in pietra serena. Nel seminario vescovile si conservano due dipinti staccati dall'oratorio che raffigurano Angeli con simboli della Passione. Completa la decorazione dell'interno un ciclo di dipinti molto rovinati, opera di vari artisti sanminiatesi contemporanei.